# 1939 au Manitoba
Chronologie du Manitoba
- 1935
- 1936
- 1937
- 1938
- 1939
- 1940
- 1941
- 1942
- 1943

Cette page concerne des événements d'actualité qui se sont produits durant l'année 1939 dans la province canadienne du Manitoba.

## Politique
- Premier ministre : John Bracken
- Chef de l'Opposition :
- Lieutenant-gouverneur : William Johnson Tupper
- Législature :

## Naissances
- 25 janvier : Ken Saunders (né à) est un joueur de hockey sur glace canadien.

- 11 juin : Ted Lanyon (né à Winnipeg - décédé le 21 mai 2008 à Winnipeg, Manitoba) était un joueur professionnel de hockey sur glace en Amérique du Nord qui évoluait en tant que défenseur.

- 22 novembre : Don Bamburak (né à Winnipeg) est un joueur professionnel de hockey sur glace canadien.

- 21 décembre : Lloyd Axworthy (né le à North Battleford, Saskatchewan) est un homme politique canadien. Il fut Député de Winnipeg—Fort Garry et de Winnipeg-Sud-Centre de 1979 à 2000.